# Hwin
Hwin, en otras versiones es conocida como Juin es un personaje de ficción de la saga Las Crónicas de Narnia, por el autor británico C. S. Lewis. El personaje aparece en El caballo y el muchacho.
Hwin es una yegua parlante nacida libre en Narnia, pero fue capturada como un potro de los Calormenes, y ha vivido su vida como propiedad de las personas, ocultando su verdadera naturaleza. No obstante, para evitar casarse con quien no ama, la Tarkheena Aravis, escapa de su matrimonio, y Hwin le revela su verdadera identidad y la convence de escaparse juntas hacia Narnia. Durante su escapada, Aravis y Hwin se encuentran con dos compañeros más de viaje, el caballo parlante Bree y Shasta un pobre muchacho. En el transcurso de sus aventuras, los compañeros logran frustrar un intento de invasión de Archenland a Narnia, y Hwin, nerviosa, mansa y humilde por naturaleza, pasa a través de ensayos en los que la valentía y la capacidad de conducir son obstáculos que debe vencer.

## Nombre
Según se cree, Lewis otorgó el nombre «Hwin» a este personaje por el parecido que tiene con «whinny», un sonido que hacen los caballos comúnmente.

## Biografía
Hwin nació libre en la lejana tierra de Narnia, pero fue luego capturada de pequeña y a continuación vendida como un esclavo en Calormen. Ella se convirtió en la propiedad de Aravis Tarkeena, un miembro de la clase dominante en Calormen. Durante sus años en la esclavitud, Hwin no hablaba nunca, con el fin de ocultar su origen narniano. Sin embargo, no mucho antes de la aparición de Aravis y Hwin en El caballo y el muchacho, Hwin le ha revelado su naturaleza como un caballo parlante a Aravis, mientras intenta evitar que la joven se suicidara. Luego, Hwin convence a Aravis de escapar juntas a la tierra libre de Narnia.

## Intervención en la saga

### EnEl caballo y el muchacho
Luego de que Hwin y Aravis logran escapar, aparecen por primera vez en la historia cuando se encuentran con Bree (otro caballo parlante originario de Narnia) y con Shasta (un joven muchacho que intentaba escapar de ser vendido), quienes están en la misma situación que ellas. Aunque a Aravis no le parece buena idea, Hwin les ofrece continuar juntos, ya que su destino era el mismo. Cabalgan juntos durante largo tiempo, hasta llegar a la ciudad de Tashbaan, en donde se separan. Luego cada uno logra salir de la ciudad por su cuenta, para volver a encontrarse fuera de la misma, en donde continúan su pesada marcha nuevamente, ahora sobre un seco desierto.
Shasta se entera de que Narnia será atacada, por lo que los caballos aligeran su marcha para poder llegar a la misma antes que los enemigos y alertar. 
Logran salvar a Narnia de su posible destrucción, y se descubre que Shasta es en realidad el perdido rey Cor, casándose luego con Aravis.
Al comienzo de la historia, Hwin era más bien una yegua tímida que hacía lo que los demás le decían sin animarse a dar su opinión si no estaba de acuerdo. Pero se ve obligada a romper estos obstáculos durante el transcurro de la historia, pudiéndolo lograr al final de la misma.
- Datos: Q2843299